# 聖卡拉西站
聖卡拉西站是一座多倫多地鐵央街－大學線車站，坐落加拿大安大略省多倫多士巴丹拿道和巴佛士街之間的一段聖卡拉大道西（St. Clair Avenue West），於1978年1月27日聯同該地鐵線的士巴丹拿線段一起開幕。
除了士巴丹拿線的月台外，聖卡拉西站還設有地下月台供512號聖卡拉大道有軌電車線停靠。此外，下列由多倫多公車局營運的巴士線亦駛經聖卡拉西站：
- 33號森林山巴士線（Forest Hill）
- 90號旺道巴士線（Vaughan）
- 126號基斯蒂巴士線（Christie）

## 外部連結
- 维基共享资源上的相關多媒體資源：聖克萊西站
- （英文）TTC St. Clair West Station （页面存档备份，存于）－多倫多公車局網站 聖克萊西站頁面